# Horizontalspülbohrverfahren

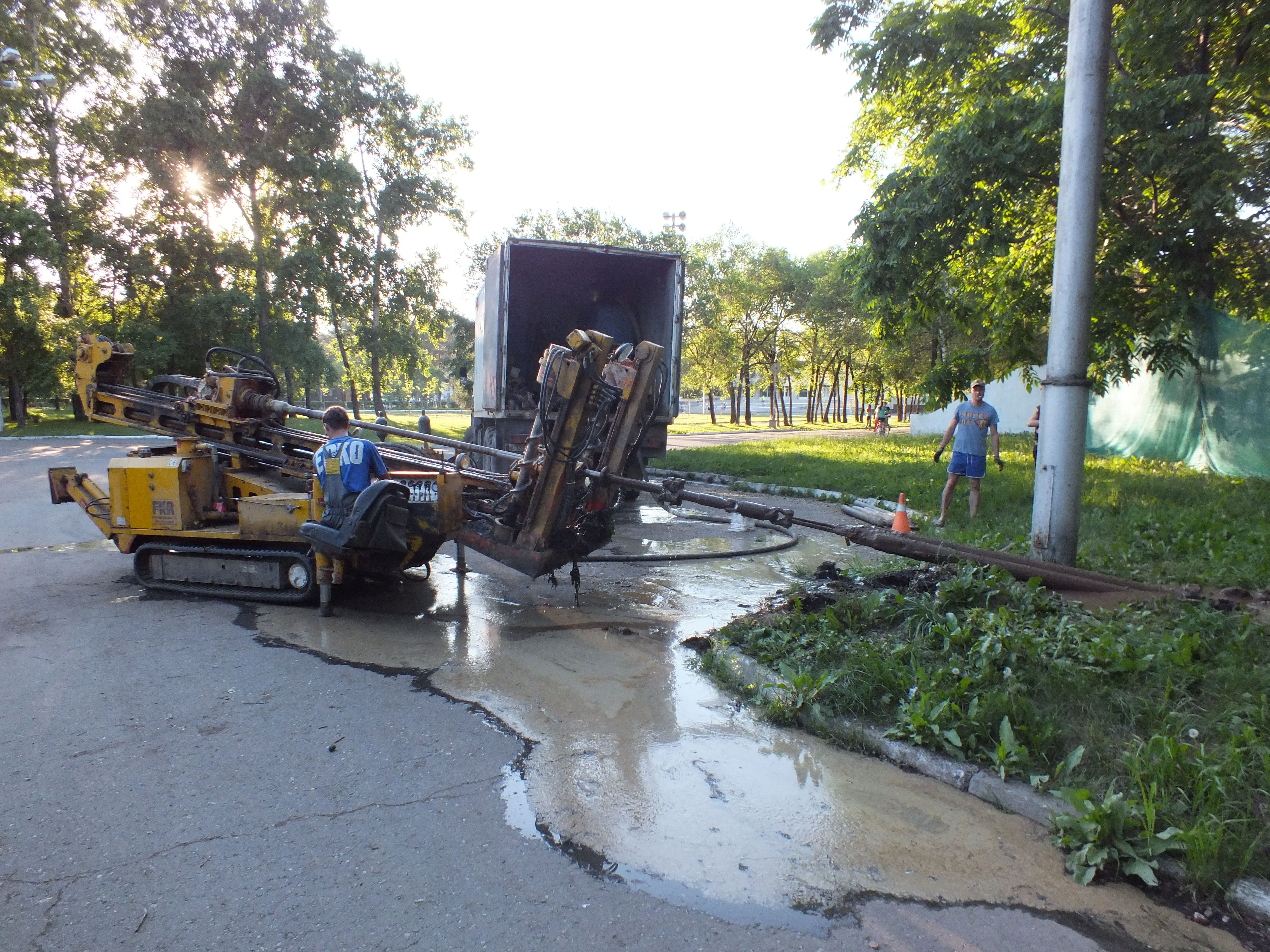
HDD-Anlage beim Rohreinzug

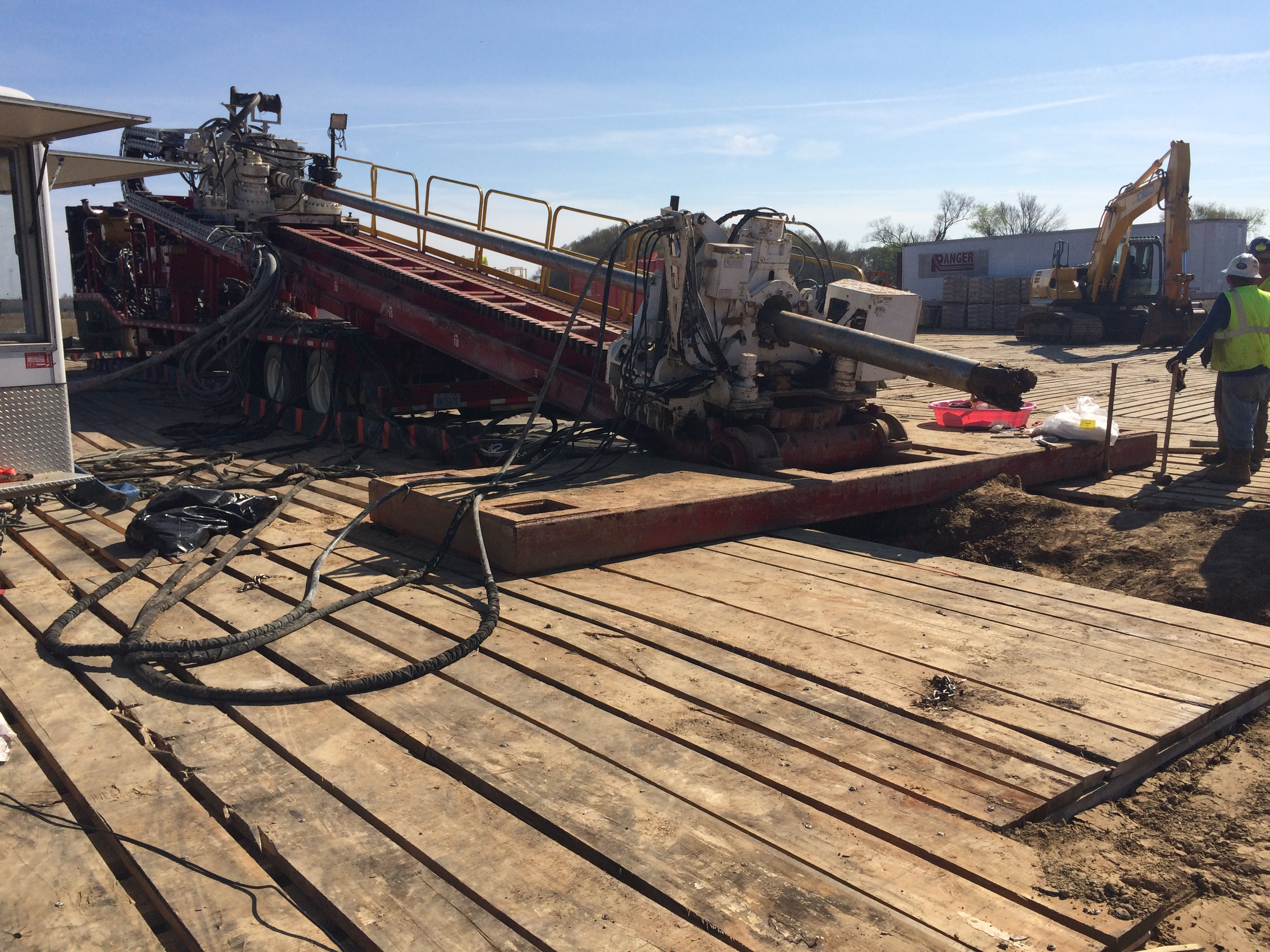
HDD-Anlage der oberen Gewichtsklasse

Das Horizontalspülbohrverfahren ist eine Richtbohrtechnik für Horizontalbohrungen (englisch Horizontal Directional Drilling, HDD).
Damit können Rohrleitungen unterirdisch verlegt werden, ohne dazu einen Graben ausheben zu müssen. Die Bohrungen können mehrere hundert Meter lang sein. Für die Mehrzahl aller Bohrungen sind Durchmesser bis maximal 700 mm ausreichend.
Die Horizontalspülbohranlage bohrt einen unterirdischen Kanal und zieht im Rückzug ein oder mehrere Produkt- oder Leerrohre ein.
In Leerrohre können später Leitungen für zum Beispiel Strom oder Telekommunikation eingezogen oder eingeblasen werden.
Horizontalspülbohranlagen arbeiten mit Zug- und Schubkraft, Drehmoment (Rotation), Spülung und dynamischer Schlagkraft. Das HDD-System besteht aus einer Horizontalspülbohranlage, Bentonitmischanlage und einer Antriebsstation für den Betrieb der Mischanlage.

## Vorgehensweise
In der Regel wird sowohl am Anfang als auch am Ende der gewünschten Trasse, bei längeren Strecken auch dazwischen, eine Grube ausgehoben. Die Horizontalspülbohranlage bohrt dann mit einem Bohrkopf eine Pilotbohrung in Richtung Zielgrube. Der Bohrkopf ist mit dem aus stückweisem Bohrgestänge zusammengeschraubten Bohrstrang verschraubt, das von der Horizontalspülbohranlage in das Erdreich getrieben wird und eine gewisse Flexibilität aufweist.
Ein gegenüber dem Bohrkopf geringerer Durchmesser des Bohrgestänges lässt einen Ringraum frei. Durch das Gestänge wird eine Bentonit-Bohrspülung zum Bohrkopf gepumpt, wo sie austritt und das Bohrklein durch den Ringraum ausspült.
Sie dient neben dem Ausräumen durch die speziellen Eigenschaften von Bentonit der Stabilisierung des Bohrkanals, zum Kühlen des Bohrkopfes und als Schmiermittel.
Durch die Flexibilität des Gestänges und die Steuerbarkeit des Bohrkopfes lässt sich die Richtung der Bohrung verändern.
Die Bohrung ist anfangs meist schräg nach unten in das Erdreich gerichtet und verläuft dann in leichtem Bogen zum Ziel, wo sie schräg nach oben wieder zutage tritt.

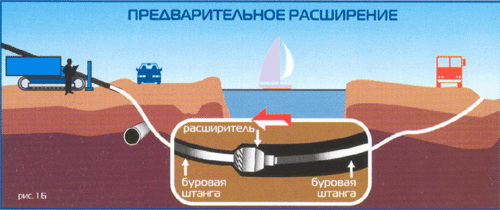
Backreamer mit dem einzuziehenden Rohr

Hat der Bohrkopf die Zielgrube erreicht, wird er gegen einen so genannten Räumer (in der Fachsprache auch englisch reamer) ausgetauscht. Der Räumer hat einen größeren Durchmesser als der Bohrkopf und weitet beim Zurückziehen die Pilotbohrung auf unter gleichzeitiger Verdichtung der Bohrungswände. An den Räumer angehängt kann entweder für weitere Aufweitungsschritte nochmals ein Bohrstrang oder abschließend ein oder mehrere Rohre in den Bohrkanal eingezogen werden.
Ist der Bohrfortschritt wegen schlechter Baugrundbedingungen unbefriedigend, kann das dynamische Schlagwerk zugeschaltet werden. Dabei wird die Bohranlage von der hydraulischen Schlagkraft eines Verdrängungshammers mit bis zu 1500 Schlägen pro Min. unterstützt.
Somit ist selbst der Vortrieb und Steuerbarkeit in den Bodenklassen 5 und 6 möglich.

## Steuerung des Bohrkopfes

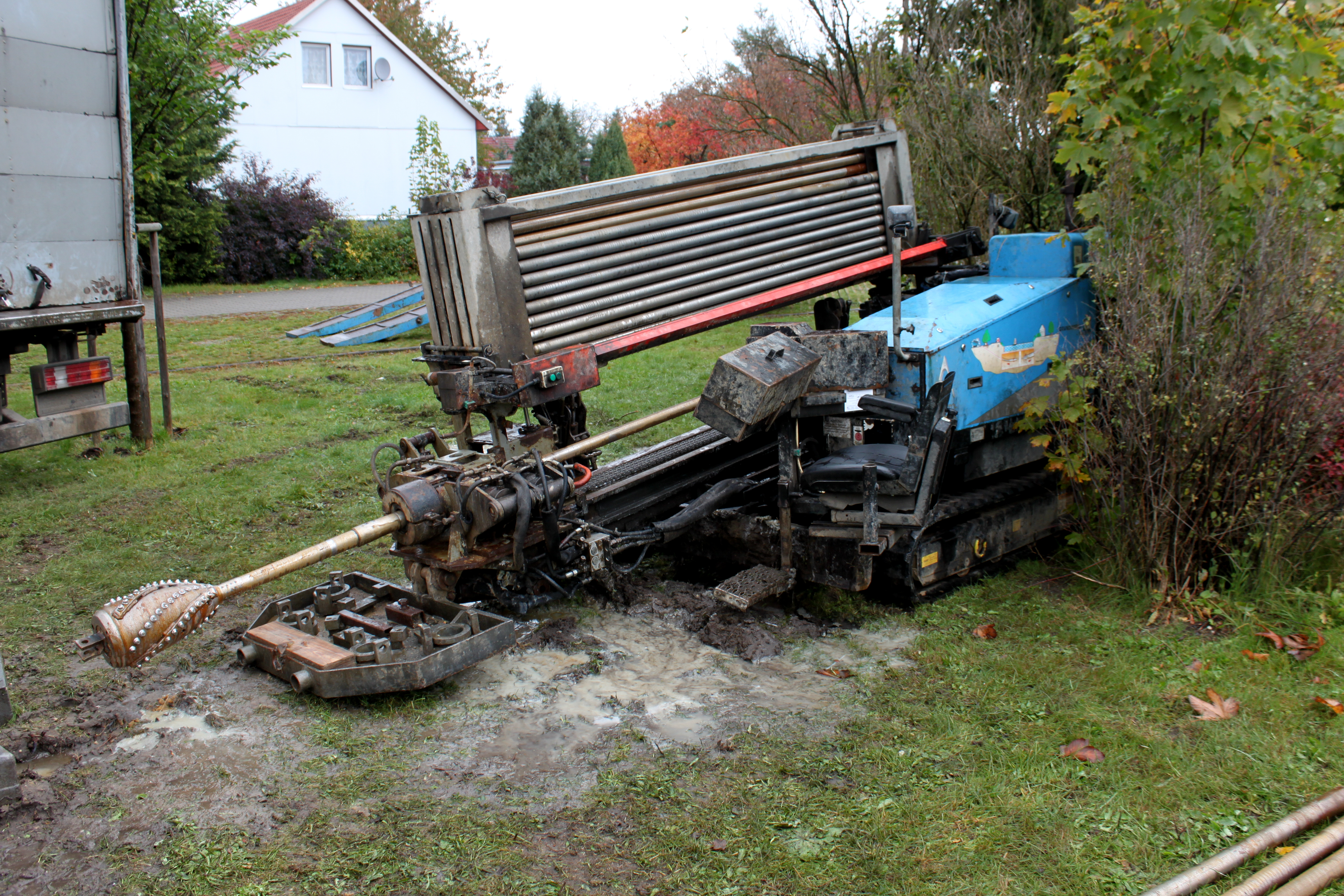
HDD-Anlage mit Backreamer

Der steuerbare Bohrkopf ist seitlich abgeflacht und enthält einen Sender, der die zentimetergenaue Feststellung der dreidimensionalen Position sowie von Richtung, Neigung und Winkel des Bohrkopfes ermöglicht.
Bei rotierendem Vortrieb arbeitet sich der Bohrer geradeaus vorwärts. Wird die Rotation ausgesetzt und der Bohrer im reinen Schubbetrieb, oder bei festen Böden im Schlagvortrieb, mit Unterstützung der Spüldüsen vorangetrieben, so driftet er durch die Abflachung entsprechend seiner jeweiligen Stellung ab. Mit Hilfe des Senders kann der Bohrer in die gewünschte Stellung gebracht und so unterwegs die Bohrrichtung geändert und angepasst werden.

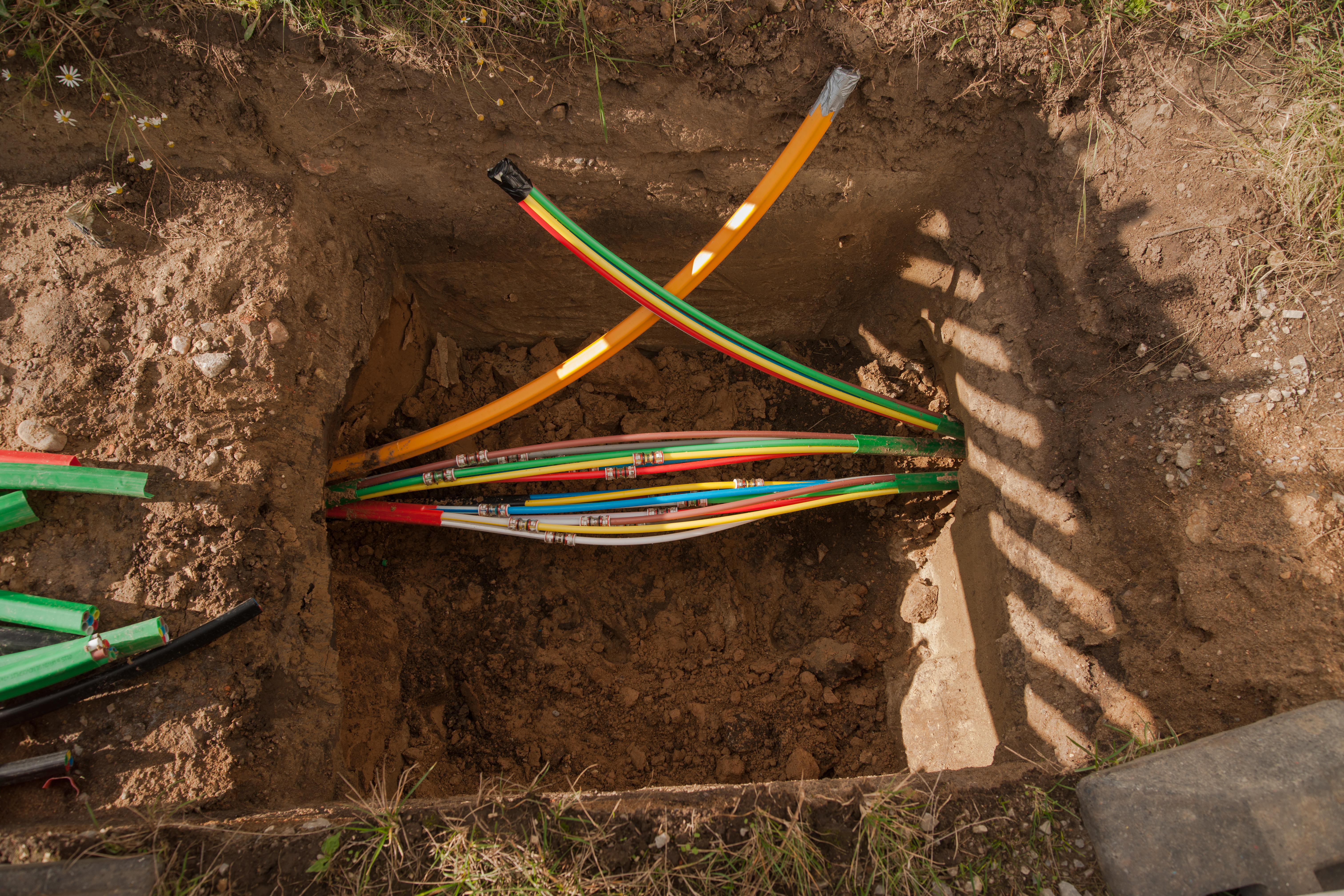
Auf freiem Feld per HDD verlegte Leerrohre für Glasfaserkabel.

## Anwendung
Das Spülbohrverfahren ist beim grabenlosen Leitungsbau gebräuchlich.
Durch den geringen Aufwand gegenüber der Aushebung eines Grabens und die damit verbundene hohe Streckenleistung (typisch über 100 Meter pro Arbeitstag) ist die Horizontalspülbohrung das dominante Verfahren bei der unterirdischen Verlegung von Rohr- oder Kabelleitungen.

Besonders geeignet ist das Verfahren bei
- Rohrverlegungen in Innenstädten
- Unterquerung von
  - fließenden Gewässern
  - Gleisanlagen
  - Start- und Landebahnen von Flughäfen
  - Straßen, Autobahnen
- dem Verlegen von Leitungen in Naturschutzgebieten, da Erdarbeiten minimiert werden können.

## Regelwerke
- DWA-A 125 – Rohrvortrieb und verwandte Verfahren
- DWA-A 161 bzw. DVGW-M GW 312 – Statische Berechnung von Vortriebsrohren
- DVGW-M GW 321 – Steuerbare horizontale Spülbohrverfahren für Gas- und Wasserrohrleitungen – Anforderungen, Gütesicherung und Prüfung